# Conopsis amphisticha
Conopsis amphisticha là một loài rắn trong họ Rắn nước. Loài này được Smith & Laufe mô tả khoa học đầu tiên năm 1945.